# Биоземеделие
Биоземеделието е земеделие, подчинено на естественото обработване на почвата с намалено използване на пестициди, синтетични торове, регулатори и стимуланти. Чрез биоземеделието се запазват естествените взаимоотношения между почвата, растенията, животните и човека. По този модел, освен създаване на една здравословна и висококачествена продукция, биологичното земеделие става важен фактор за опазването на околната среда.
Основните цели на биопроизводството са постигането на биологично равновесие в производството, стимулиране и увеличаване на биологичното разнообразие, както и цялостното изграждане на устойчива земеделска система

## История
Алберт Хауард се счита за бащата на биоземеделието в световен мащаб в началото на 20 век. Със своята работа в Индия, Хауард се запознава с традиционните земеделски практики на страната и ги документира в своите трудове като иновация и бъдеще в земеделието.
През 1924 година австрийският философ Рудолф Щайнер, един от основоположниците на биоземеделието, започва провеждането на семинари, в основата на които е залегнала темата за взаимоотношенията почва – растение – животно – човек.
През 1939 година Уолтър Джеймс за пръв път използва термина Органично земеделие. През същата година британката Ив Белфюр започва експериментът Haughley, резултатите от който са причина за основаването на Soil Association през 1946 година, която става една от водещите организации за биоземеделие във Великобритания. Методите на биопрозводство навлизат във Франция година по-късно, а в САЩ – през 50-те, чрез идеите на Джей Родейл.
През 1962 година излиза книгата „Тиха пролет“ на Рейчъл Карсън и става причина за забраната на ДДТ в САЩ. 70-те години на 20 век дават старт на екоорганизации и движения, отделящи особено внимание на опазването на околната среда.
През 1972 година във Версай, Франция, е създадена международната организация IFOAM (International Federation of Organic Agriculture Movements), Международна федерация на движенията за биологично земеделие.
Първите официални правила за означаване на биопродукти се въвеждат през 1991 година.